# 자유주의연대
자유주의연대는 2004년에 대한민국에서 창립되어 뉴라이트 운동을 전개하고 있는 신우익 단체이다.

## 연혁
2004년 7월경부터 창립 논의를 시작하여 10월 5일 창립준비위원회를 결성

2004년 11월 23일 창립

2008년 6월 뉴라이트재단-자유주의연대 통합

## 조직
조직은 뉴라이트의 신지호 대표(전 한나라당 의원), 이재교 부대표(서울국제법무법인 변호사), 조선일보 주필이었던 류근일 상임고문, 홍진표 사무총장(바른사회시민회의 정책실장), 최홍재 조직위원장(방송문화진흥회 이사), 김혜준 정책실장, 부산연대 대표 김종천, 울산포럼 대표 이보성 등으로 구성되어 있는데, 핵심 인사들은 1980년대의 학생 운동권 출신이다.

## 평가
이명박 정부 때, 뉴라이트 인사들이 한나라당을 통해 국회의원에 대거 당선된 된 이후인 2008년 8월 중앙일보와 동아시아연구원에서 실시한 평가에서는 영향력과 신뢰도가 모두 하락하여 23위를 차지하였다.

## 같이 보기
- 뉴라이트 전국연합
- 사단법인 시대정신
- 신우익